# Strafwetboek (België)
Het Strafwetboek (Sw.) van 8 juni 1867 is naast het Wetboek van strafvordering de basis van het strafrecht in België.
Het bevat twee boeken, een algemeen en een specifiek.

## Geschiedenis
Minister van Justitie François-Philippe de Haussy belastte in 1848 een commissie onder leiding van de professoren Jacques-Joseph Haus en J.S.G. Nypels met de uitwerking van een nieuw strafwetboek. Hun tekst was een modernisering van de napoleontische Code Pénal van 1810/1834, zonder deze compleet te verloochenen. Het resultaat werd gestemd in 1867 en was een invloed op het Nederlandse Strafwetboek van 1881.
In de 20e eeuw liepen diverse nieuwe codificatiepogingen op niets uit. 
Toenmalig minister van Justitie Koen Geens stelde in 2015 bij ministerieel besluit een commissie aan, de Commissie tot hervorming van het strafrecht, bestaande uit Damien Vandermeersch, Joëlle Rozie, Jeroen De Herdt, Marie Debauche en Margot Taeymans. Die commissie publiceerde in de loop van 2016 een voorontwerp van een nieuw Boek 1 van het Strafwetboek. Op 20 januari 2017 werd dat voorontwerp voor de modernisering van Boek 1 door de Ministerraad goedgekeurd. Midden 2018 was de commissie klaar met Boek 2. Op 20 juli 2018 volgde de goedkeuring voor de hervorming van Boek 2. De val van de Regering-Michel I eind 2018 verhinderde dat het tot een stemming in het parlement kwam. De tekst werd in dit proces hier en daar wel (soms onverwacht) gewijzigd.  In 2019 werd de tekst hernomen als wetsvoorstel, dat dus op bepaalde punten afweek van de bevindingen van de commissie, maar dat raakte niet meer gestemd. Op 24 september 2019 werd de identieke tekst nogmaals ingediend als wetsvoorstel. Tijdens de volgende legislatuur werd op 12 februari 2020 een nieuw wetsvoorstel neergelegd, dat wel in lijn lag met de visie van de commissie. 
In januari 2021 richtte minister van Justitie Vincent Van Quickenborne opnieuw een Commissie tot hervorming van het strafrecht op, bestaande uit Damien Vandermeersch, Joëlle Rozie en Jeroen De Herdt. In de beleidsnota van Justitie van de huidige legislatuur onder Van Quickenborne staat: "We maken Justitie straffer". Dat houdt in dat ze de wil tonen om onder andere werk te maken van de hervorming van het Strafwetboek. De minister vroeg de experts om de hervorming van het Strafwetboek verder te zetten, het seksueel strafrecht in het bijzonder te hervormen en advies te geven over zaken zoals feminicide, ecocide, terbeschikkingstelling van de strafuitvoeringsrechtbank, opgelegde behandeling, omgang met gedetineerden die strafeinde bereiken maar nog een ernstig gevaar vormen voor de maatschappij en gedeeltelijke toerekeningsvatbaarheid. De experts kregen ook de kans om advies te geven over de ingediende wetsvoorstellen die gekoppeld zijn aan het nieuwe Strafwetboek.
Op 22 februari 2024 keurde de Kamer van volksvertegenwoordigers een volledig vernieuwd Strafwetboek goed, voor het eerst sinds 1867. Naast een vereenvoudigde structuur werd er ingezet op een breder arsenaal om effectiever te straffen, een betere opvolging van daders met psychiatrische stoornissen, nieuwe strafbaarstellingen en strafverzwaringen voor onder andere intrafamiliaal geweld, seksueel geweld en terrorisme. Voor het eerst werd ook ecocide strafbaar gesteld. Het nieuw Strafwetboek treedt twee jaar na publicatie in het Staatsblad in werking.
De wetten van 29 februari 2024 tot invoering van een nieuw boek I en boek II van het Strafwetboek werden op 8 april 2024 gepubliceerd in het Belgisch Staatsblad. Deze wetten treden twee jaar na publicatie in werking, namelijk op 8 april 2026.

## Boek 1: de misdrijven en de bestraffing in het algemeen
Boek 1 bevat de algemene bepalingen over de misdrijven. Die zijn opgedeeld als volgt:
| Misdrijf (licht naar zwaar) | daarbij horende vrijheidsstraf                     | duur van de vrijheidsstraf                                                          |
| --------------------------- | -------------------------------------------------- | ----------------------------------------------------------------------------------- |
| Overtreding                 | politiegevangenisstraf (gevangenisstraf)           | één tot zeven dagen                                                                 |
| Wanbedrijf                  | correctionele vrijheidsstraf (gevangenisstraf)     | acht dagen tot vijf jaar                                                            |
| Misdaad                     | criminele vrijheidsstraf (opsluiting of hechtenis) | tijdelijk (vijf jaar tot veertig jaar, opgedeeld in zgn. strafvorken) of levenslang |

Een andere mogelijke straf is de ontzetting van het recht om bepaalde ambten uit te oefenen, bijvoorbeeld ook om deel te nemen aan verkiezingen. Daarnaast zijn er de financiële sancties, zoals de geldboete en/of de verbeurdverklaring van een illegaal vermogensvoordeel. Sinds kort zijn ook werkstraffen en andere alternatieve straffen voorzien in het wetboek.
Sinds 1999 stelt het Strafwetboek ook rechtspersonen strafbaar. Daarbij is uiteraard geen vrijheidsstraf mogelijk, maar wel een eventuele ontbinding of een tijdelijke of definitieve sluiting.
Boek 1 omschrijft ook nog een aantal algemene begrippen, zoals
- misdrijven
- straffen
- strafbare poging tot misdaad of tot wanbedrijf
- herhaling
- samenloop van verscheidene misdrijven
- strafbare deelneming van verscheidene personen
- Rechtvaardigings-, schulduitsluitings- en verschoningsgronden
- verzachtende omstandigheden
- tenietgaan van straffen

## Boek 2: de misdrijven en de bestraffing in het bijzonder
Hier worden alle specifieke misdrijven beschreven, telkens met hun bestraffing

### Titel I. Misdaden en wanbedrijven tegen deveiligheid van de Staat
- Tegen de Koning en de regering
- Majesteitsschennis is niet strafbaar gesteld in het Strafwetboek, maar in de wet van 6 april 1847 tot bestraffing van de beledigingen aan den Koning.
- Tegen de uitwendige veiligheid
- Tegen de inwendige veiligheid
- Terrorisme

### Titel II. Misdaden en wanbedrijven die door deGrondwetgewaarborgde rechten schenden
- De vrije uitoefening van de erediensten
- Schending door openbare ambtenaren

### Titel III. Misdaden en wanbedrijven tegen deopenbare trouw
- Valse munt
- Namaking of vervalsing van effecten, e.d.
- Namaking of vervalsing van zegels, stempels, merken, enz.
- Valsheid in geschrifte
- Vals getuigenis en meineed
- Aanmatiging van ambten, van titels of van een naam

### Titels IV en V. Misdaden en wanbedrijven tegen deopenbare orde
- Samenspanning van ambtenaren
- Aanmatiging van macht door overheden
- Verduistering en knevelarij
- Omkoping, zowel actieve als passieve corruptie van overheidsdienaren
- Misbruik van gezag
- Afluisteren van communicatie
- Weerspannigheid
- Smaad en geweld tegen het openbaar gezag
- Zegelverbreking
- Belemmering van openbare werken
- Publicaties zonder verantwoordelijke uitgever
- Illegale casino’s, loterijen, speelhuizen en pandhuizen
- Mededeling van fabrieksgeheimen, bedrieglijke prijsmanipulatie

### Titel VI. Misdaden en wanbedrijven tegen deopenbare veiligheid
- Criminele organisaties
- Bedreiging met een aanslag of valse meldingen
- Helpen ontvluchten van gevangenen (voor de gevangene zelf is er geen misdrijf)
- Banbreuk en verberging van veroordeelde of vermoorde personen

### Titel VIbis. Misdaden met betrekking tot het nemen van gijzelaars
- Gijzelneming

### Titel VII. Misdaden en wanbedrijven tegen de orde der familie en tegen deopenbare zedelijkheid
- Vruchtafdrijving
- Verhinderen of vernietigen van de burgerlijke staat van kinderen
- Aanranding van de eerbaarheid en verkrachting
- Bederf van de jeugd en prostitutie
- Openbare zedenschennis
- Dubbel huwelijk
- Familieverlating

### Titel VIII. Misdaden en wanbedrijven tegenpersonen
- Moord, opzettelijke doodslag en het opzettelijk toebrengen van lichamelijk letsel, met inbegrip van vrouwelijke genitale verminking
- Onopzettelijk doden en onopzettelijk toebrengen van lichamelijk letsel
- Schuldig verzuim tegenover personen in nood
- Aantasting van minderjarigen
- belaging
- Aanranding van de eer of de goede naam (laster en eerroof)
- Levering van giftige voedingswaren, schending van het medisch beroepsgeheim, schending van het briefgeheim (door een postoperator), schending van het gerechtelijk onderzoeksgeheim

### Titel IX. Misdaden en wanbedrijven tegeneigendommen
- Diefstal en afpersing
- Onvergunde handelingen met kernmateriaal
- Bedrog, bedrieglijk faillissement, misbruik van vertrouwen, oplichting en bedriegerij, informaticabedrog, private omkoping, heling, flessentrekkerij
- Vernieling en beschadiging

### Titel IXbis. Misdrijven tegen de vertrouwelijkheid, integriteit en beschikbaarheid van informaticasystemen
- Kraken, cracken of (foutief) hacken
- Verspreiden van computervirussen

### Titel X. Overtredingen
- De overtredingen volgens het Strafwetboek worden ingedeeld in vier klassen. Het gaat onder meer over het nalaten om straten of doorgangen vrij te houden, het ophitsen van honden, moeskopperij, kansspelen (kaarten) op straat, doden of verwonden van huisdieren (van een ander), afscheuren van officiële aanplakbiljetten, nachtlawaai, valse gewichten, maten en weegtoestellen, waarzeggen en uitleggen van dromen, taartgooien, enz. De meeste overtredingen worden nochtans genoemd in andere wetten, bijvoorbeeld de wegcode.

Met ingang van 1 april 2005 vallen veel van deze overtredingen niet meer onder het Strafwetboek maar onder de gemeentelijke administratieve sancties.
Buiten het Strafwetboek zal men nog talrijke bijzondere wetten aantreffen die bepaalde gedragingen strafbaar stellen, zoals de wet van 25 maart 1891 houdende bestraffing van het aanzetten tot het plegen van misdaden en wanbedrijven.

## Nieuw Strafwetboek (2024)
Een Nieuw Strafwetboek (2024) werd door het parlement vastgesteld op 22 februari 2024 en is ontworpen door drie experts samen met de FOD Justitie: Jeroen De Herdt, Joëlle Rozie en Damien Vandermeersch. 
In het nieuwe wetboek worden seksuele en geweldsmisdrijven zwaarder bestraft, alsook terrorisme. Er komt naast ontoerekenbaarheid ook een categorie verminderde toerekenbaarheid en het instrument van maatregel ter beveiliging van de maatschappij naast de straf.